# Ріхард Меллер-Нільсен
Ріхард Меллер-Нільсен (дан. Richard Møller Nielsen, 19 серпня 1937, Убберуд — 13 лютого 2014, Оденсе) — данський футболіст, що грав на позиції центрального захисника. По завершенні ігрової кар'єри — тренер. Лицар 1-го класу данського ордена Данеброг (1995). Тренер року World Soccer (1992).
Виступав, зокрема, за клуб «Оденсе», а також національну збірну Данії. Як тренер найвищим досягненням його кар'єри є перемога зі збірною Данії на чемпіонаті Європи 1992 року та Кубку Конфедерацій 1995 року.

## Клубна кар'єра
У дорослому футболі дебютував 1955 року виступами за команду клубу «Оденсе», кольори якої і захищав протягом усієї своєї кар'єри гравця, що тривала вісім років. Передчасно завершив кар'єру через травму.

## Виступи за збірні
1958 року залучався до складу молодіжної збірної Данії. На молодіжному рівні зіграв у 5 офіційних матчах.
1959 року дебютував в офіційних матчах у складі національної збірної Данії. Другий і останній матч у національній команді провів 1961 року.

## Кар'єра тренера

### Початок кар'єри
У 1962 році Меллер-Нільсен почав тренувати клуб «Бробюверк ІФ». Пізніше працював ще з низкою інших данських клубів, але результатів досяг лише з рідним «Оденсе», на чолі якого двічі вигравав чемпіонат Данії і одного разу національний кубок.
Паралельно з роботою в «Оденсе» 1978 року очолив молодіжну збірну Данії, якою керував протягом 10 років. У 1990 році Меллер-Нільсен був призначений головним тренером національної збірної.

### Збірна Данії
У 1990 році посада головного тренера збірної Данії звільнився після відставки Зеппа Піонтека і її запропонували зайняти Ріхарду Меллеру-Нільсену, який працював асистентом Піонтека, а також очолював молодіжну збірну.
Перші результати команди в ході відбіркового етапу до Євро-92 були не дуже успішними, а також назрів конфлікт між тренером і провідними гравцями (Мікаель Лаудруп, Браян Лаудруп, Ян Хайнце). Це позначилося на перших трьох іграх у відбірковому турнірі. Збірна Данії здобула лише одну перемогу — над слабкою командою Фарерських островів — 4:1, зіграла внічию — 1:1 зі збірною Північної Ірландії і поступилася на своєму полі головному конкурентові — збірній Югославії, пропустивши в кінці матчу два «сухих» м'ячі. У зв'язку з цим громадська думка стала вимагати відставки нового тренера. Незважаючи на жорстку критику, команда виграла кваліфікаційні матчі, що залишалися (включаючи перемогу над найближчим суперником — Югославією на виїзді з рахунком 2:1). Однак, цього не вистачило для виходу у фінальну стадію турніру, який повинен був пройти в Швеції — Данія фінішувала другою слідом за Югославією.
Проте в Югославії йшла громадянська війна, ООН ввела санкції проти цієї країни, в тому числі спортивні. Збірна Югославії була виключена з числа учасників чемпіонату Європи, і замість неї до Швеції мала їхати команда, що посіла у відбірковій групі друге місце, — збірна Данії. Коли Меллеру-Нільсену подзвонили з цією звісткою з Федерації футболу Данії, він займався ремонтом свого будинку. Довелося все відкласти і відкликати футболістів з відпусток.
Команда встигла провести лише короткий збір і данці не сподівалися навіть вийти з групового турніру, де були серйозні суперники — збірні Англії, Франції та господарі турніру — шведи. Перші матчі в групі і справді складалися для збірної Данії невдало. У матчі з англійцями була зафіксована нульова нічия, а наступний матч з господарями турніру данці програли, пропустивши єдиний гол. Здобувши в третьому турі несподівану перемогу над збірною Франції, Данія всього з трьома очками (в ті часи за перемогу нараховували два очки) вийшла у півфінал з другого місця. 
Півфінальний матч довелося грати зі збірною Нідерландів, чемпіонами Європи 1988 року. Збірна Данії з самого початку повела масовані атаки, і вже на 6-й хвилині Генрік Ларсен відкрив рахунок. На 24-й хвилині Денніс Бергкамп рахунок зрівняв, але через дев'ять хвилин той же Ларсен знову вивів данців вперед. У другому таймі данці явно стали здавати — позначалася відсутність повноцінної підготовки до чемпіонату. В середині тайму важку травму отримав данський захисник Генрік Андерсен. Нарешті, всього за чотири хвилини до кінця другого тайму Петер Шмейхель пропустив дальній удар від Франка Райкарда — рахунок зрівнявся. Не змінився він і в додатковий час, хоча голландці виглядали краще втомлених скандинавів. Доля матчу вирішувалася в серії одинадцятиметрових ударів. Удар легендарного нападника «помаранчевих» Марко ван Бастена відбив Шмейхель, решта футболістів реалізували пенальті, переможний для скандинавів м'яч забив Кім Крістофте .
Так, несподівано для всіх, у фінал чемпіонату Європи 1992 року вийшли данці. Суперником їх була збірна Німеччини. В успіх команди Меллера-Нільсена знову мало хто вірив, але тренеру вдалося налаштувати свою команду на перемогу і знайти дієву схему гри. На 19-й хвилині Йон Єнсен відправив м'яч у верхній кут, відкривши рахунок. Надалі німці намагалися відігратися, але збірна Данії як і раніше володіла ініціативою, продовжуючи свої геометрично вивірені атаки. І на 78-й хвилині в матчі була поставлена переможна крапка. Кім Вільфорт, зробивши різкий розворот, завдав несподіваного удару, і м'яч, ударившись об штангу, прокотився вздовж лінії воріт і, нарешті, перетнув її вже біля іншої штанги. Перемігши з рахунком 2:0, збірна Данії вперше стала чемпіоном Європи.
В результаті Ріхард Меллер-Нільсен був визнаний тренером 1992 року за версією World Soccer.
Громадськість очікувала від команди Данії нових успіхів, однак на чемпіонат світу 1994 року Данія не потрапила лише за меншої кількості забитих м'ячів при однаковій різниці порівняно зі збірною Ірландії. Натомість збірна Данії вдало пройшла відбірковий турнір чемпіонату Європи 1996 року в Англії. Тоді вперше у фінальній частині європейської першості брали участь вже не 8, а 16 команд. Але цього разу збірна Данії навіть не зуміла вийти з групи, залишившись на третьому місці. Після цього Річард Меллер-Нільсен подав у відставку. Єдиним значущим досягненням тих років стала перемога на Кубку Конфедерацій у Саудівській Аравії, де у фіналі була обіграна Аргентина з рахунком 2:0.

### Подальша кар'єра
Після збірної Данії Меллер-Нільсен очолив збірну Фінляндії на відбіркові цикли до чемпіонату світу 1998 року і Євро-2000, проте не зміг вивести команду у фінальну стадію жодного з цих турнірів. Так само не вдалося вийти на чемпіонат світу 2002 року зі збірною Ізраїлю.
Після цього Меллер-Нільсен повернувся на батьківщину і 2003 року очолював команду данського другого дивізіону «Кольдінг», з якої пішов у жовтні 2003 року, завершивши свою тренерську кар'єру.
Помер 13 лютого 2014 року на 77-му році життя у місті Оденсе після невдалого видалення пухлини мозку у вересні 2013 року. В нього залишилась дружина, троє дітей та шість онуків.

## Титули і досягнення

### Як тренера
- Чемпіон Данії (2):

«Оденсе»: 1977, 1982
- Володар Кубка Данії (1):

«Оденсе»: 1982—83
- Чемпіон Європи (1):

Данія: 1992
- Володар Кубка Конфедерацій (1):

Данія: 1995